# Teologia andina
La teologia andina è una riflessione teologica nata in seno alla teologia della liberazione, ma che si distacca da essa diventando teologia contestuale propria e specifica dell'altiplano andino, in Bolivia e in Perù. Rientra nell'ampia riflessione delle teologie indie.
Uno degli esponenti più importanti della teologia andina è José Estermann, membro dell'Istituto ecumenico di teologia andina di La Paz in Bolivia.